# Gamaglutamiltranspeptidase
A gamaglutamiltranspeptidase (γ-glutamiltranspeptidase) ou gamaglutamiltransferase (GGT) é uma enzima que pode ser encontrada em membranas celulares, estando envolvida na transferência de aminoácidos através da membrana celular.
Está presente nos microssomos de hepatócitos e vias biliares. Embora o tecido renal tenha maiores níveis de GGT, a enzima presente no soro parece originar-se do sistema hepato-biliar e sua atividade está aumentada em todas as formas de doença hepática.
Seus níveis também aumentam em resposta ao estímulo do microssomo, realizado por barbitúricos e álcool. É utilizada na avaliação de pacientes com alcoolismo, pois a abstinência reduz os níveis de GGT.  
Embora razoavelmente específica para o fígado e ser um marcador mais sensível para lesões colestáticas que a ALP, a gamaglutamiltranspeptidase (GGT ou gama GT) pode estar elevada até mesmo em pequenos níveis subclínicos de disfunção hepática.

Ela também pode ser útil em identificar a causa de uma elevação isolada da ALP. A GGT está aumentada na toxicidade alcoólica (aguda e crônica). Em alguns laboratórios, a GGT não faz parte dos testes-padrão de função hepática e deve ser solicitada especificamente.
Valor de Referência: entre 5 e 40 U/L para adultos.

## Função
A GGT está presente nas membranas celulares de muitos tecidos, incluindo os rins, ducto biliar, pâncreas, vesícula biliar, baço, coração, cérebro e vesículas seminais. Está envolvido na transferência de aminoácidos através da membrana celular e no metabolismo de leucotrienos. Também está envolvido no metabolismo da glutationa, transferindo a fração glutamil para uma variedade de moléculas aceitantes, incluindo água, certos L-aminoácidos e peptídeos, deixando o produto de cisteína para preservar a homeostase intracelular do estresse oxidativo. Essa reação geral é: 
(5-L-glutamil) -peptídeo + um aminoácido ⇌ peptídeo + 5-L-glutamil-aminoácido

## Estrutura
Em procariontes e eucariontes, é uma enzima que consiste em duas cadeias polipeptídicas, uma subunidade pesada e leve, processada a partir de um único precursor de corrente por uma clivagem autocatalítica. O sítio ativo do GGT é conhecido por estar localizado na subunidade leve.